# 태국 배구 국가대표팀
태국 배구 국가대표팀은 태국을 대표하여 국가대항전에 참가하는 배구 국가대표팀으로 태국 배구 협회에 의해 운영된다.

## 역대 성적

### 세계선수권
- 1998년 19위

### 아시안 게임
- 1966년 6위
- 1970년 8위
- 1978년 11위
- 1986년 9위
- 1990년 불참
- 1994년 불참
- 1998년 5위
- 2002년 불참
- 2006년 11위
- 2010년 4위
- 2014년 7위
- 2018년 7위
- 2022년

## 같이 보기
- 태국 여자 배구 국가대표팀